# 中澤卓也
中澤卓也（なかざわ たくや，1995年10月3日—）是一名日本男性演歌歌手，出身於新潟縣長岡市。

## 職業生涯
先後於長岡市立江陽中學、開志學園高等學校就讀。由於在學時已立志成為一名職業歌手 ，進入開志學園時便專修聲樂。2013年畢業前，藉日本廣播協會的歌唱比賽節目《NHK揚聲歌唱》於長岡市進行預賽時報名，獲得20名出鏡權，演唱了森山直太朗的《櫻花（獨唱）》。最終獲得了該場次的冠軍。節目播出後，獲日本皇冠唱片垂青，致電游說中澤卓也加盟，中澤最終決定上京，並師隨作曲家田尾將實。2015年於「日本皇冠唱片新人試音賽」中獲得第二名。2017年1月18日，推出了個人首張單曲《藍色鑽石》。
由於中澤卓也在演歌界屬相當年青的歌手，亦加上在業餘時期已經累積了一定的支持者，出道後深受女性歌迷支持，出道後大半年，即2017年9月，中澤卓也在赤坂BLITZ舉行了首次個人演唱會，成為熱話。更為他在年末的多個音樂頒獎典禮中獲獎，包括了第50屆日本有線大賞 有線獎勵獎、第59屆日本唱片大獎新人獎及第32屆日本金唱片大獎演歌／歌謠組新人獎等。

### 軼事
中澤卓也是一名熱衷波鞋的愛好者，曾多次在電視節目及公眾展覽中展示過他的收藏，亦不時在個人社交群組中貼他的戰利品和實穿。其中在他的第三首單曲《冬之蝶》的MV中，以黑色半正式休閒裝、配上限量版Air Jordan1代籃球鞋，打破了向來演歌、歌謠歌手必須穿着和服或西洋正裝的着裝守則。 雖然中澤每次出演電視歌唱節目或一般公開場合時，仍會以西洋正裝上鏡，但在個人演唱會或部份戶外演唱活動時，他常以波鞋搭配西服出場，也會跟一般時下年青人一樣，喜歡穿上潮流品牌的服飾，至於電台節目及大多數其他公開場合，更常以潮服為主。
除了收藏波鞋外，彈吉他、駕駛和賽車都是中澤卓也的興趣。自2020年起在自家Youtube頻道開展其賽車手訓練的影片。2023年4月2日，中澤首度參加了由富士國際賽車場所舉辦的「富士86BRZ挑戰盃」（富士86BRZチャレンジカップ）並在決勝賽獲得首名；同年5月13日，他另參與了富士冠軍系列賽中「FCR-VITA」級別比賽。首場賽事中，在31名選手中以第13名完成。
有一位比他大7年的哥哥中澤知也，現職潮流服裝品牌 lafayette 的事業開發部長，也是新潟市一間潮流品牌服裝店分店店長。因哥哥的原故，卓也亦成為品牌代言人之一。另外，知也亦是一名劍玉愛好者，於新潟市創立了地區劍玉組織「Spike Niigata」，知也認識與卓也屬同一唱片公司的歌手三山宏。曾在第68回至第72回NHK紅白歌合戰中以劍玉選手的身份參與了三山宏的演出。
2021年1月6日在自身社交媒體發表了對2019冠狀病毒呈陽性反應，因而進行了14天的隔離觀察，1月21日經再次檢查後確定為陰性後，翌日恢復了公開活動。

## 唱片

### 單曲
| 發行次序 | 發售日         | 標題           | 收錄歌曲                  | 作詞         | 作曲     | 編曲       | Oricon單曲榜最高排名   |
| -------- | -------------- | -------------- | ------------------------- | ------------ | -------- | ---------- | ---------------------- |
| 1        | 2017年1月18日  | 藍色鑽石       | 藍色鑽石 （青いダイヤモンド）             | 田久保真見   | 田尾將實 | 川口真     | 53                     |
| 1        | 2017年1月18日  | 藍色鑽石       | 在黄昏 （黄昏に）               | 田久保真見   | 田尾將實 | 南鄉達也   | 53                     |
| 2        | 2017年11月29日 | 彼岸花開時     | 彼岸花開時 （彼岸花の咲く頃）           | 井出博正（） | 田尾將實 | 若草惠     | 40 演歌及歌謠單曲榜第1 |
| 2        | 2017年11月29日 | 彼岸花開時     | 變心 （心変わり）                 | 田久保真見   | 田尾將實 | 南鄉達也   | 40 演歌及歌謠單曲榜第1 |
| 3        | 2018年7月25日  | 冬之蝶         | 冬之蝶 （冬の蝶）               | 田久保真見   | 田尾將實 | 若草惠     | 33 演歌及歌謠單曲榜第4 |
| 3        | 2018年7月25日  | 冬之蝶         | 不論何地都永遠在一起 （いつまでも　どこまでも） | 井出博正     | 田尾將實 | 若草惠     | 33 演歌及歌謠單曲榜第4 |
| 4        | 2019年2月27日  | 玫瑰紅色的戀愛 | 玫瑰紅色的戀愛 （茜色の恋）       | 井出博正     | 田尾將實 | 丸山雅仁   | 16 演歌及歌謠單曲榜第1 |
| 4        | 2019年2月27日  | 玫瑰紅色的戀愛 | Type A 東京鐵塔 （東京タワー）      | 田久保真見   | 田尾將實 | 矢野立美   | 16 演歌及歌謠單曲榜第1 |
| 4        | 2019年2月27日  | 玫瑰紅色的戀愛 | Type B 勾小指 （ゆびきり）        | 田久保真見   | 川村結花 | Darjeeling | 16 演歌及歌謠單曲榜第1 |

### 專輯
| 發行次序 | 發售日        | 標題                                | Oricon專輯榜最高排名 |
| -------- | ------------- | ----------------------------------- | -------------------- |
| 1        | 2017年9月20日 | 聯繫 Vol.1 〜翻唱作品 7首喜愛的歌〜 | 134                  |

### DVD
| 發行次序 | 發售日        | 標題                  | OriconDVD榜最高排名 |
| -------- | ------------- | --------------------- | ------------------- |
| 1        | 2018年1月10日 | Concert in 赤坂BLITZ  |                     |
| 2        | 2019年2月6日  | 中澤卓也 Concert 2018 | 56                  |

## 主持節目

### 電視節目
- 《星期六午間TV來杯Latte如何》(新潟放送，2018年4月— )，當中負責專項環節「和中澤卓也握手好嗎？」
- 《下午直播》 (2018年6月8日・12月21日，NHK綜合頻道)
- WOWOW PLUS MUSIC - 深夜1時音樂 TIME (2018年11月起逢星期六， 流行歌謠頻道)

### 電台節目
- 現時的歌 (2018年4月2日起, 大阪放送)，負責星期一的節目主持
- 中澤卓也的 MUSIC HOUR! (2018年4月8日-，新潟放送)

## 電視廣告
- Spot「Piare Mart」(長岡市當地企業，2018年5月 -)

## 外部連結
- 中澤卓也官方網站（页面存档备份，存于）
- 日本皇冠唱片公式網頁（页面存档备份，存于）
- 中澤卓也的Ameba部落格（日語）
- 中澤卓也的Instagram帳戶
- 中澤卓也的X（前Twitter）